# 节毛风毛菊
节毛风毛菊（学名：Saussurea splendida）为菊科风毛菊属下的一个种。

## 扩展阅读
- 維基物種上的相關：节毛风毛菊